# Соломонова Острва на Светском првенству у атлетици у дворани 2012.
Соломонова Острва су учествовала на Светском првенству у атлетици у дворани 2012. одржаном у Истанбулу од 9. до 11. марта десети пут. Репрезентацију Соломонових Острва представљала су два такмичара (1 мушкарац и 1 жена), који су се такмичили у трци на 60 метара.
На овом првенству такмичари Соломонових Острва нису освојили ниједну медаљу али су оба такмичара оборили лични рекорд.

## Учесници
| Мушкарци: - Chris Meke Walasi — 60 м | Жене: - Pauline Kwalea — 60 м |  |

## Резултати

### Мушкарци
| Атлетичар         | Дисциплина | Лични рекорд | Квалификација | Квалификација | Полуфинале           | Полуфинале           | Финале               | Финале       | Детаљи |
| Атлетичар         | Дисциплина | Лични рекорд | Резултат      | Место         | Резултат             | Место                | Резултат             | Место        | Детаљи |
| ----------------- | ---------- | ------------ | ------------- | ------------- | -------------------- | -------------------- | -------------------- | ------------ | ------ |
| Chris Meke Walasi | 60 м       |              | 7,47 ЛР       | 7. у гр. 3    | Није се квалификовао | Није се квалификовао | Није се квалификовао | 46 / 57 (61) |        |

### Жене
| Атлетичарка    | Дисциплина | Лични рекорд | Квалификација | Квалификација | Полуфинале            | Полуфинале            | Финале                | Финале       | Детаљи |
| Атлетичарка    | Дисциплина | Лични рекорд | Резултат      | Место         | Резултат              | Место                 | Резултат              | Место        | Детаљи |
| -------------- | ---------- | ------------ | ------------- | ------------- | --------------------- | --------------------- | --------------------- | ------------ | ------ |
| Pauline Kwalea | 60 м       |              | 8,48 ЛР       | 8. у гр. 2    | Није се квалификовала | Није се квалификовала | Није се квалификовала | 58 / 62 (64) |        |